# Isla de Faiava
Isla de Faiava (en francés: île Faiava; también escrito Isla Faiaua; Île Faiaua) es una de las islas de la Lealtad, en el archipiélago de Nueva Caledonia, un territorio de ultramar de Francia en el océano Pacífico. La isla es parte de la comuna (municipio) de Ouvéa, en la provincia de Islas, de Nueva Caledonia.
Faiava se encuentra en el atolón de Ouvéa, a varios metros fuera del paso que separa la isla de Ouvéa de la Mouli. La pequeña isla de Faiava tiene una superficie de solo alrededor de 0,2 km² (50 acres). En el censo de 1996 tenía 42 personas viviendo en la isla.